# Homalochilus punctatostriatus
Homalochilus punctatostriatus är en skalbaggsart som beskrevs av Blanchard 1851. Homalochilus punctatostriatus ingår i släktet Homalochilus och familjen Melolonthidae. Inga underarter finns listade i Catalogue of Life.